# Ії Наосуке

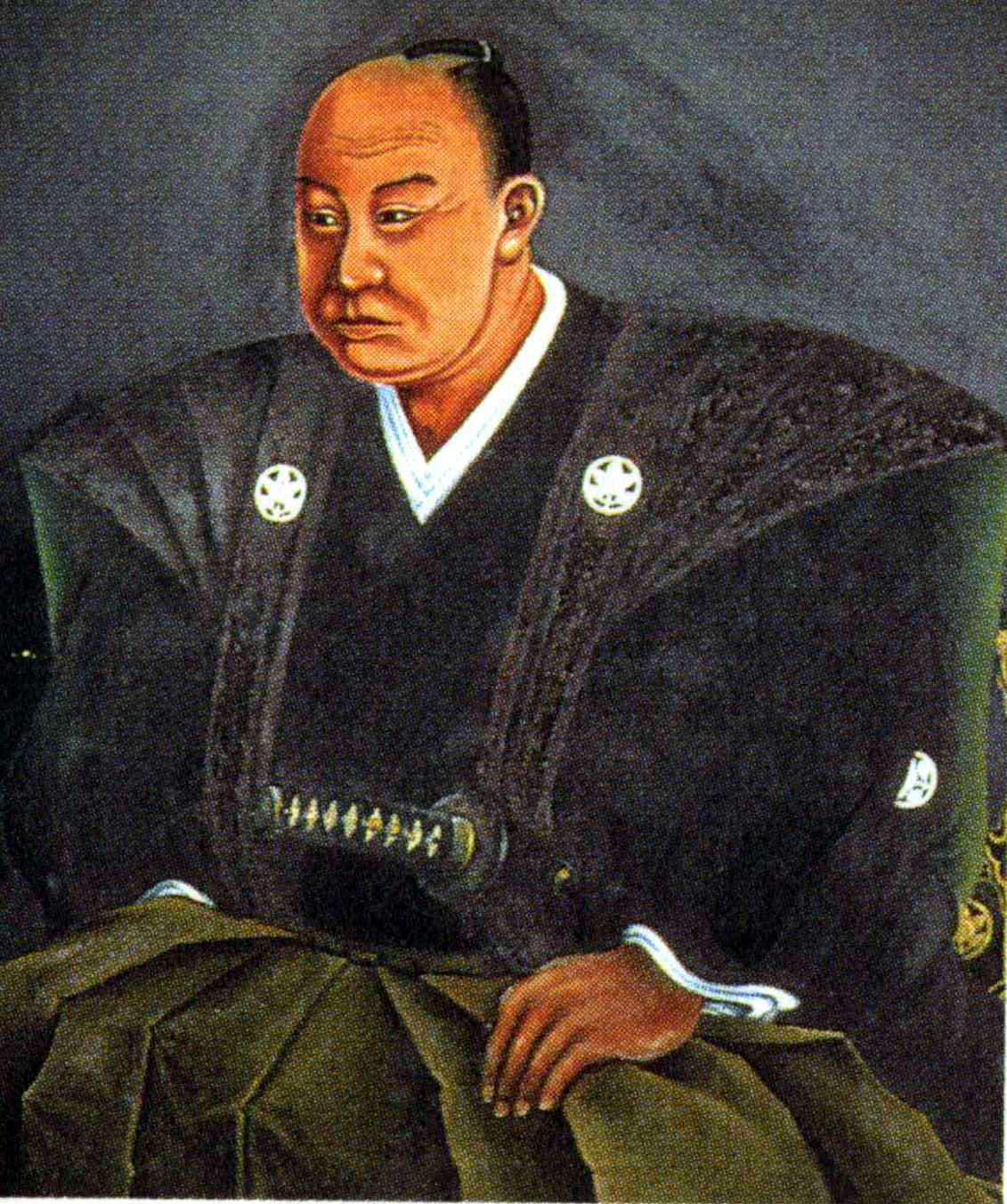
Ії Наосуке

Ії Наосуке (яп. 井伊直弼, いいなおすけ; 29 листопада 1815 — 24 березня 1860) — японський політичний і державний діяч періоду Едо. 15-й голова Хіконе-хану, старший старійшина сьоґунату Токуґава. Укладач нерівноправних договорів із іноземними державами, які остаточно покінчили із ізоляцією Японії. організатор репресій Ансей.
Убитий опозиціонерами в Едо біля воріт Сакурада.